# Monarca de Manus
El monarca de Manus (Symposiachrus infelix) és un ocell de la família dels monàrquids (Monarchidae).

## Hàbitat i distribució
Habita els boscos de les illes de l'Almirallat, a l'arxipèlag de Bismarck.